# Samsung Gear

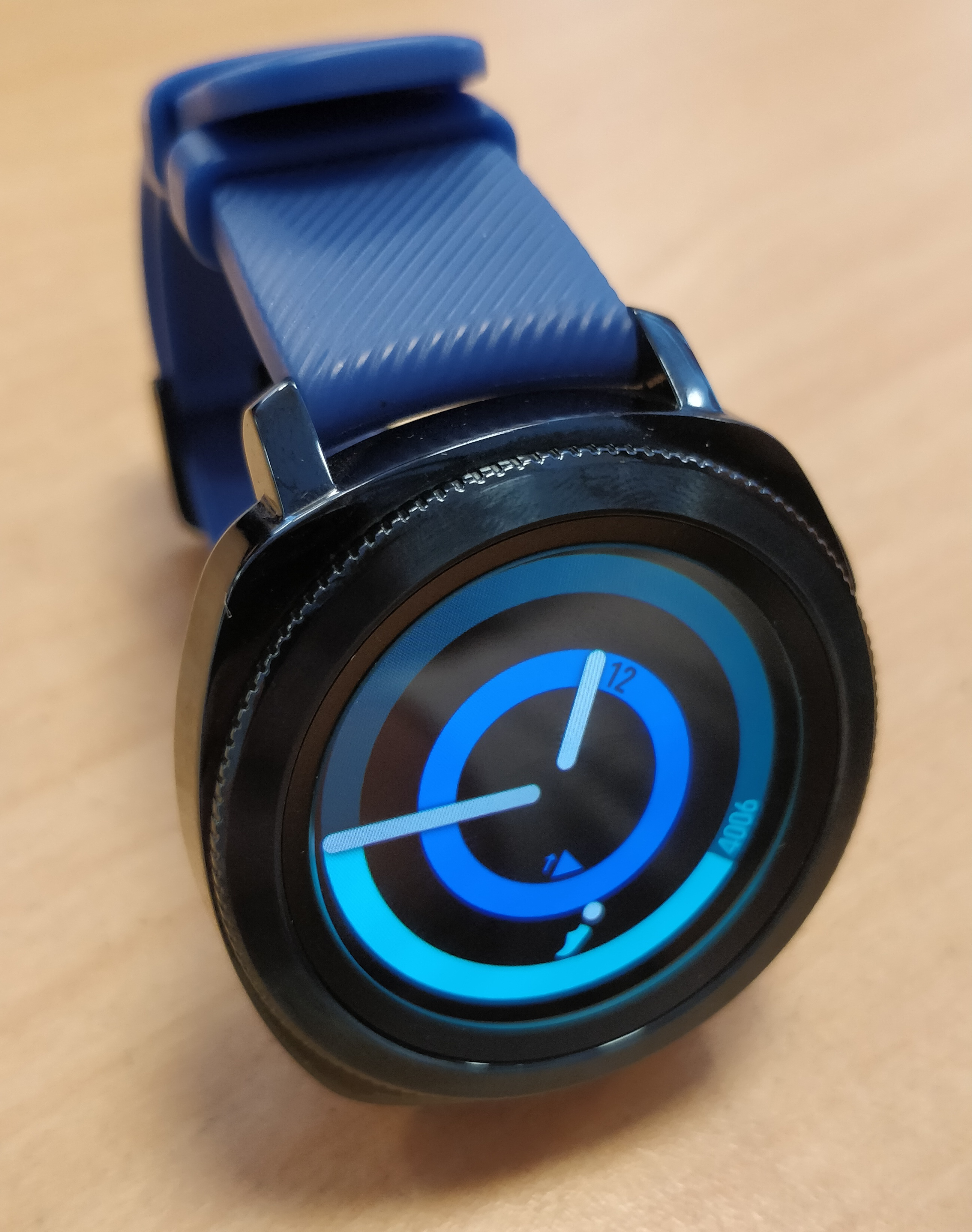
Samsung Gear Sport

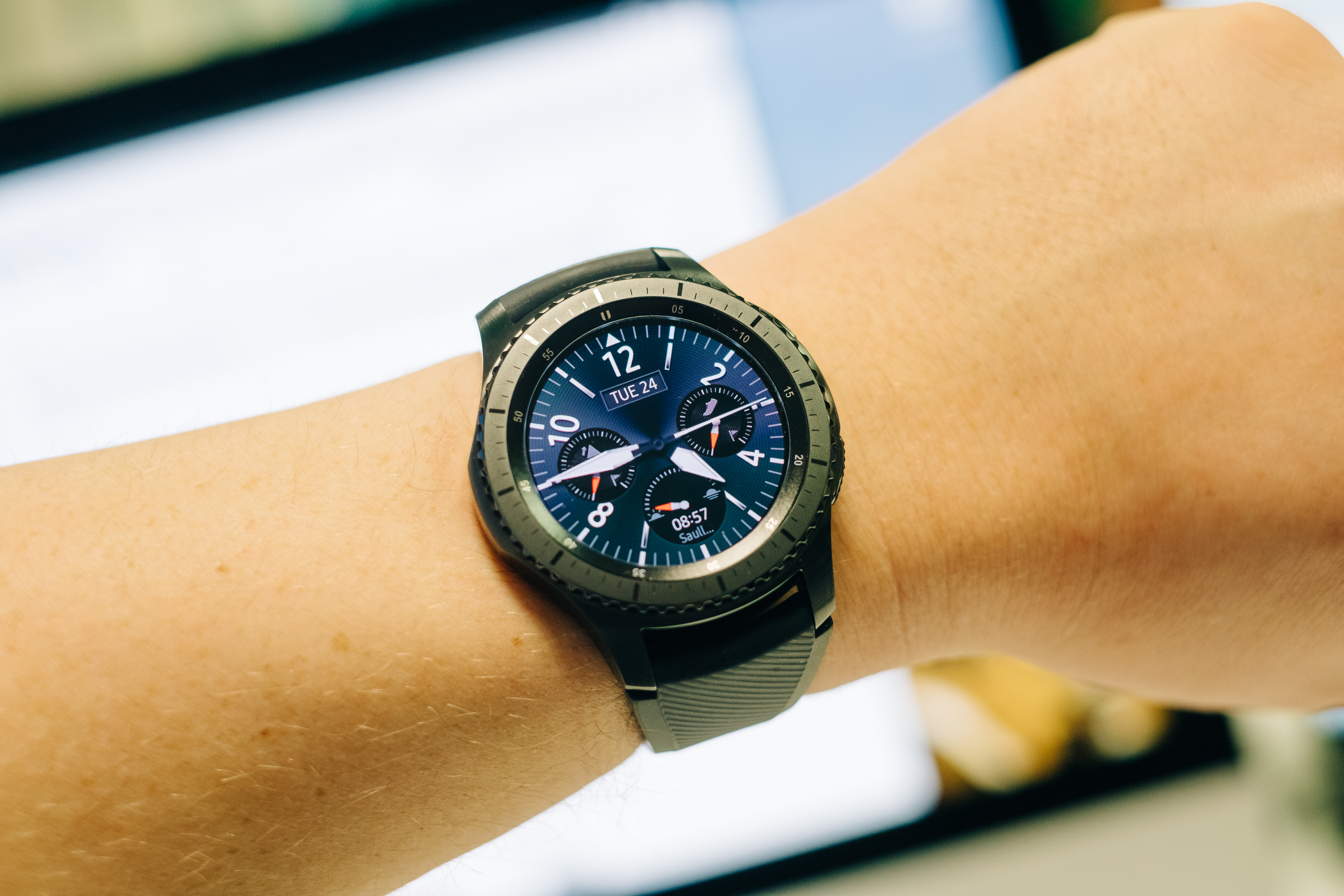
Samsung Gear S3

Samsung Gear är en serie av wearable computing produkter som tillverkas av Samsung Electronics. Den första produkten, en Android baserad smartklocka, introducerades i september 2013, som en spinoff av Galaxy telefonerna och deras surfplattor.

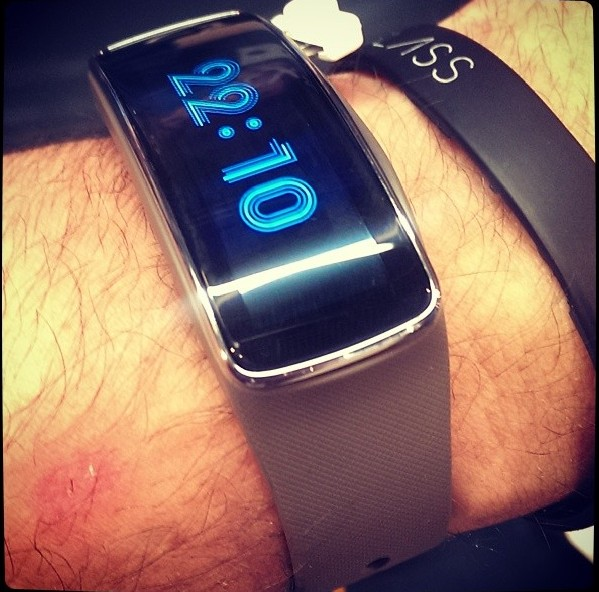
Samsung Gear Fit

## Lista med klockor
- Samsung Galaxy Gear − Android-baserad, kan uppgraderas till Tizen
- Samsung Gear 2 − Tizen-baserad
- Samsung Gear 2 Neo − Tizen-baserad
- Samsung Gear Fit − kör en anpassad RTOS
- Samsung Gear Live − Android Wear baserat
- Samsung Gear S − Tizen-baserad
- Samsung Gear S2 − Tizen-baserad
- Samsung Gear S3 − Tizen-baserad[2]
- Samsung Gear Sport − Tizen-baserad[3]
- Samsung Gear Fit2 Pro − Tizen-baserad[4]

## Lista med hörlurar
- Samsung Gear IconX − Trådlösa hörlurar[5]
- Samsung Gear IconX (2018) − Trådlösa hörlurar[6]

## Andra enheter
- Samsung Gear 360 – 360° video kamera
- Samsung Gear Circle – en smart halsband
- Samsung Gear VR – virtuell verklighet enhet